# 平行四边形
在幾何學中，两组对边分别平行的四边形称为平行四边形（英語：parallelogram）。平行四边形一般用图形名称加依次四个顶点名称来表示，如图平行四边形记为▱ABCD。平行四邊形的兩對角線互相平分「但不一定互相垂直，也不一定相等」。（对角线互相垂直的平行四边形是菱形，对角线相等的平行四边形是矩形）
長方形、正方形、菱形都是平行四邊形。

## 性质
1. 兩组对边平行且分別相等；
2. 两組对角大小相等；
3. 相邻的两个角互补；
4. 对角线互相平分，且將平行四邊形面積分為四等分；
5. 對於平面上任意一點，都存在一條能將任意平行四邊形平分為兩個面積相等圖形、並穿過該點的線；
6. 四邊邊長的平方和等於兩條對角線的平方和。

## 分类
矩形、菱形、正方形是特殊的平行四边形。

## 判定
1. 兩組對邊分別相等的平面四邊形是平行四邊形；
2. 兩組對角分別相等的平面四邊形是平行四邊形；
3. 一角分別與兩鄰角互補的四邊形是平行四邊形；
4. 一組對邊平行且相等的四邊形是平行四邊形；
5. 兩組對邊分別平行的四邊形是平行四邊形；
6. 對角線相交且互相平分的四邊形是平行四邊形。

## 面积

图中蓝色区域为平行四边形的面积

### 公式一：
{\displaystyle S=BH}（參照右圖）

### 公式二：
{\displaystyle S=BC\sin \theta \ }（參照右圖，其中 {\displaystyle B,C} 为两条邻边長度，{\displaystyle C={\sqrt {A^{2}+H^{2}}}}）

### 公式三：
{\displaystyle S={\frac {\tan \alpha }{2}}(B^{2}-C^{2})}（其中 {\displaystyle \alpha } 為对角线夹角，{\displaystyle B,C} 为两条邻边長度）

### 公式四：
{\displaystyle S={\frac {\sin \alpha }{2}}XY}（其中 {\displaystyle \alpha } 為对角线夹角，{\displaystyle X,Y} 为两条對角線長度）